# Walter Benítez
Walter Daniel Benítez (San Martín, 19 gennaio 1993) è un calciatore argentino, portiere del Crystal Palace e della nazionale argentina.

## Caratteristiche tecniche
Soprannominato El Muro, come portiere è riuscito a far valere le sue capacità in carriera in età più avanzata. Riesce a parare i tiri usando la respinta, tuttavia è pure capace di usare una buona presa, nel gioco più che alla velocità si affida principalmente al posizionamento, pur vantando una buona reattività. In varie occasioni si è dimostrato capace di parare anche i tiri calciati dagli undici metri.

## Carriera

### Club

#### Quilmes e Nizza
Cresciuto nelle giovanili del Quilmes, fa il suo esordio da professionista il 14 aprile 2014 nel match vinto 3-1 contro il Vélez Sarsfield. Nell'edizione 2015 del campionato argentino Benítez non ha giocato nelle prime dieci partite, ma poi viene schierato come portiere tirolare.
Nel 2016 viene acquistato dal Nizza. Esordisce con i francesi l'8 dicembre 2016, facendo anche il suo debutto nelle competizioni europee in Europa League, nell'ultima sfida della fase a gironi contro il Krasnodar vinta per 2-1. Tredici giorni dopo fece anche il suo esordio in campionato, sostituendo Yoan Cardinale a seguito di un infortunio durante la gara contro il Bordeaux, terminata in pareggio 0-0. Dall'ottobre del 2017 diventa il portiere titolare degli Aquilotti totalizzando, in sei stagioni, ben 188 presenze.

#### PSV
Il 21 giugno 2022 viene acquistato dal PSV. Con la squadra debutta per la prima volta in Champions League giocando tutte e otto le partite come titolare, fino all'eliminazione agli ottavi di finale perdendo contro il Borussia Dortmund. Vince l'edizione 2023-2024 del campionato olandese, Benítez è riuscito a mantenere la porta inviolata in ben diciotto partite.

### Nazionale
Con la nazionale Under-20 argentina ha preso parte al Campionato sudamericano Under-20 2013.
Il 27 maggio 2023 viene convocato per la prima volta in nazionale maggiore, con cui esordisce il 26 marzo 2024 nell'amichevole vinta 3-1 contro la Costa Rica.

## Statistiche

### Presenze e reti nei club
Statistiche aggiornate al 26 ottobre 2024.
| Stagione        | Squadra         | Campionato      | Campionato | Campionato | Coppe nazionali | Coppe nazionali | Coppe nazionali | Coppe continentali | Coppe continentali | Coppe continentali | Altre coppe | Altre coppe | Altre coppe | Totale | Totale |
| Stagione        | Squadra         | Comp            | Pres       | Reti       | Comp            | Pres            | Reti            | Comp               | Pres               | Reti               | Comp        | Pres        | Reti        | Pres   | Reti   |
| --------------- | --------------- | --------------- | ---------- | ---------- | --------------- | --------------- | --------------- | ------------------ | ------------------ | ------------------ | ----------- | ----------- | ----------- | ------ | ------ |
| 2011-2012       | Quilmes         | PBN             | 0          | 0          | CA              | 0               | 0               | -                  | -                  | -                  | -           | -           | -           | 0      | 0      |
| 2012-2013       | Quilmes         | PD              | 0          | 0          | CA              | 0               | 0               | -                  | -                  | -                  | -           | -           | -           | 0      | 0      |
| 2013-2014       | Quilmes         | PD              | 6          | -7         | CA              | 0               | 0               | -                  | -                  | -                  | -           | -           | -           | 6      | -7     |
| 2014            | Quilmes         | PD              | 14         | -22        | CA              | 0               | 0               | -                  | -                  | -                  | -           | -           | -           | 14     | -22    |
| 2015            | Quilmes         | PD              | 20+1       | -19 + -1   | CA              | 3               | -1              | -                  | -                  | -                  | -           | -           | -           | 24     | -21    |
| 2016            | Quilmes         | PD              | 7          | -15        | CA              | 0               | 0               | -                  | -                  | -                  | -           | -           | -           | 7      | -15    |
| Totale Quilmes  | Totale Quilmes  | Totale Quilmes  | 47+1       | -63 + -1   |                 | 3               | -1              |                    | -                  | -                  |             | -           | -           | 51     | -65    |
| 2016-2017       | Nizza 2         | N2              | 2          | -3         | -               | -               | -               | -                  | -                  | -                  | -           | -           | -           | 2      | -3     |
| 2016-2017       | Nizza           | L1              | 3          | -1         | CF+CdL          | 1+1             | -2 + -3         | UEL                | 1                  | -1                 | -           | -           | -           | 6      | -7     |
| 2017-2018       | Nizza           | L1              | 28         | -36        | CF+CdL          | 0+1             | 0 + -2          | UCL+UEL            | 0+4                | 0 + -6             | -           | -           | -           | 33     | -44    |
| 2018-2019       | Nizza           | L1              | 35         | -29        | CF+CdL          | 1+2             | -4 + -2         | -                  | -                  | -                  | -           | -           | -           | 38     | -35    |
| 2019-2020       | Nizza           | L1              | 26         | -36        | CF+CdL          | 3+0             | -3 + 0          | -                  | -                  | -                  | -           | -           | -           | 29     | -39    |
| 2020-2021       | Nizza           | L1              | 38         | -53        | CF              | 2               | -3              | UEL                | 5                  | -15                | -           | -           | -           | 45     | -71    |
| 2021-2022       | Nizza           | L1              | 37         | -35        | CF              | 0               | 0               | -                  | -                  | -                  | -           | -           | -           | 37     | -35    |
| Totale Nizza    | Totale Nizza    | Totale Nizza    | 167        | -190       |                 | 11              | -19             |                    | 10                 | -22                |             | -           | -           | 188    | -231   |
| 2022-2023       | PSV             | ED              | 30         | -35        | CO              | 0               | 0               | UCL+UEL            | 4+7                | -6 + -6            | SO          | 1           | -3          | 42     | -50    |
| 2023-2024       | PSV             | ED              | 33         | -20        | CO              | 0               | 0               | UCL                | 12                 | -18                | SO          | 1           | 0           | 46     | -38    |
| 2024-2025       | PSV             | ED              | 10         | -6         | CO              | 0               | 0               | UCL                | 2                  | -2                 | SO          | 1           | -4          | 13     | -12    |
| Totale PSV      | Totale PSV      | Totale PSV      | 73         | -61        |                 | 0               | 0               |                    | 25                 | -32                |             | 3           | -7          | 101    | -100   |
| Totale carriera | Totale carriera | Totale carriera | 289+1      | -317 + -1  |                 | 14              | -20             |                    | 35                 | -54                |             | 3           | -7          | 342    | -399   |

### Cronologia presenze e reti in nazionale
| Cronologia completa delle presenze e delle reti in nazionale ― Argentina | Cronologia completa delle presenze e delle reti in nazionale ― Argentina | Cronologia completa delle presenze e delle reti in nazionale ― Argentina | Cronologia completa delle presenze e delle reti in nazionale ― Argentina | Cronologia completa delle presenze e delle reti in nazionale ― Argentina | Cronologia completa delle presenze e delle reti in nazionale ― Argentina | Cronologia completa delle presenze e delle reti in nazionale ― Argentina | Cronologia completa delle presenze e delle reti in nazionale ― Argentina |
| Data                                                                     | Città                                                                    | In casa                                                                  | Risultato                                                                | Ospiti                                                                   | Competizione                                                             | Reti                                                                     | Note                                                                     |
| ------------------------------------------------------------------------ | ------------------------------------------------------------------------ | ------------------------------------------------------------------------ | ------------------------------------------------------------------------ | ------------------------------------------------------------------------ | ------------------------------------------------------------------------ | ------------------------------------------------------------------------ | ------------------------------------------------------------------------ |
| 26-3-2024                                                                | Los Angeles                                                              | Argentina                                                                | 3 – 1                                                                    | Costa Rica                                                               | Amichevole                                                               | -1                                                                       |                                                                          |
| Totale                                                                   |                                                                          | Presenze                                                                 | 1                                                                        |                                                                          | Reti                                                                     | -1                                                                       |                                                                          |

## Palmarès
- Coppa dei Paesi Bassi: 1

PSV: 2022-2023
- Supercoppa dei Paesi Bassi: 2

PSV: 2022, 2023
- Campionato olandese: 2

PSV: 2023-2024, 2024-2025
- Community Shield: 1

Crystal Palace: 2025